# Fort Pierce South
Fort Pierce South ist  ein census-designated place (CDP) im St. Lucie County im US-Bundesstaat Florida mit 5062 Einwohnern (Stand: 2010).

## Geographie
Fort Pierce South grenzt im Norden direkt an die Stadt Fort Pierce und liegt etwa 80 km nördlich von West Palm Beach. Der CDP wird von der Interstate 95, vom U.S. Highway 1 sowie von der Florida State Road 70 durchquert bzw. tangiert.

## Demographische Daten
Laut der Volkszählung 2010 verteilten sich die damaligen 5062 Einwohner auf 2321 Haushalte. Die Bevölkerungsdichte lag bei 432,6 Einw./km². 65,4 % der Bevölkerung bezeichneten sich als Weiße, 15,9 % als Afroamerikaner, 0,5 % als Indianer und 0,8 % als Asian Americans. 14,4 % gaben die Angehörigkeit zu einer anderen Ethnie und 3,0 % zu mehreren Ethnien an. 31,3 % der Bevölkerung bestand aus Hispanics oder Latinos.
Im Jahr 2010 lebten in 38,7 % aller Haushalte Kinder unter 18 Jahren sowie 29,0 % aller Haushalte Personen mit mindestens 65 Jahren. 68,5 % der Haushalte waren Familienhaushalte (bestehend aus verheirateten Paaren mit oder ohne Nachkommen bzw. einem Elternteil mit Nachkomme). Die durchschnittliche Größe eines Haushalts lag bei 2,89 Personen und die durchschnittliche Familiengröße bei 3,40 Personen.
30,7 % der Bevölkerung waren jünger als 20 Jahre, 25,3 % waren 20 bis 39 Jahre alt, 26,3 % waren 40 bis 59 Jahre alt und 17,8 % waren mindestens 60 Jahre alt. Das mittlere Alter betrug 36 Jahre. 49,3 % der Bevölkerung waren männlich und 50,7 % weiblich.
Das durchschnittliche Jahreseinkommen lag bei 31.734 $, dabei lebten 13,7 % der Bevölkerung unter der Armutsgrenze.
Im Jahr 2000 war Englisch die Muttersprache von 82,60 % der Bevölkerung, Spanisch sprachen 16,07 % und 1,33 % hatten eine andere Muttersprache.